# Clitoria hermannii
Clitoria hermannii är en ärtväxtart som beskrevs av Paul R. Fantz. Clitoria hermannii ingår i släktet Clitoria, och familjen ärtväxter. Inga underarter finns listade i Catalogue of Life.